# Armand Schulthess
Armand Schulthess (19 février 1901 - 29 septembre 1972) est un artiste suisse, dont l'œuvre unique a été l'aménagement de sa propriété d'Auressio, dans le Tessin, en "jardin cosmogonique". Il est considéré comme apparenté à l'art brut.

## Vie et œuvre
Armand Schulthess naît à Neuchâtel. Il passe son enfance dans une famille adoptive, à Colombier près de Neuchâtel. Quand il a 9 ans, sa famille part pour Zurich, où il va au collège avant d'intégrer une école de commerce. Il exerce différentes activités professionnelles (secrétariat, confection) avant de rentrer dans l'administration cantonale à Berne en 1939, pour se retirer en 1951. Il se marie deux fois, sans grand succès. À l'âge de 50 ans, il s'établit définitivement dans le Tessin, pour travailler à la transformation de la propriété de 18 000 m² qu'il avait achetée par petits bouts à partir de 1941.
Il aménage son domaine en une sorte d'encyclopédie à ciel ouvert, obsessionnelle, bucolique et labyrinthique. Il suspend et cloue aux arbres, aux murs, à des treillis, des milliers de panneaux et de plaques descriptives artisanales traitant de tous les domaines du savoir humain, rédigées principalement en allemand et en français.

## Filmographie
- Hans-Ulrich Schlumpf, Armand Schulthess. J'ai le téléphone, 1974.

## Sources
1. ↑  voir la biographie de A. Schulthess à la fin de l'ouvrage collectif de M. Britschgi, C. Bille et T. Frey, Armand Schulthess 1901-1972.